# Hemprichmöwe

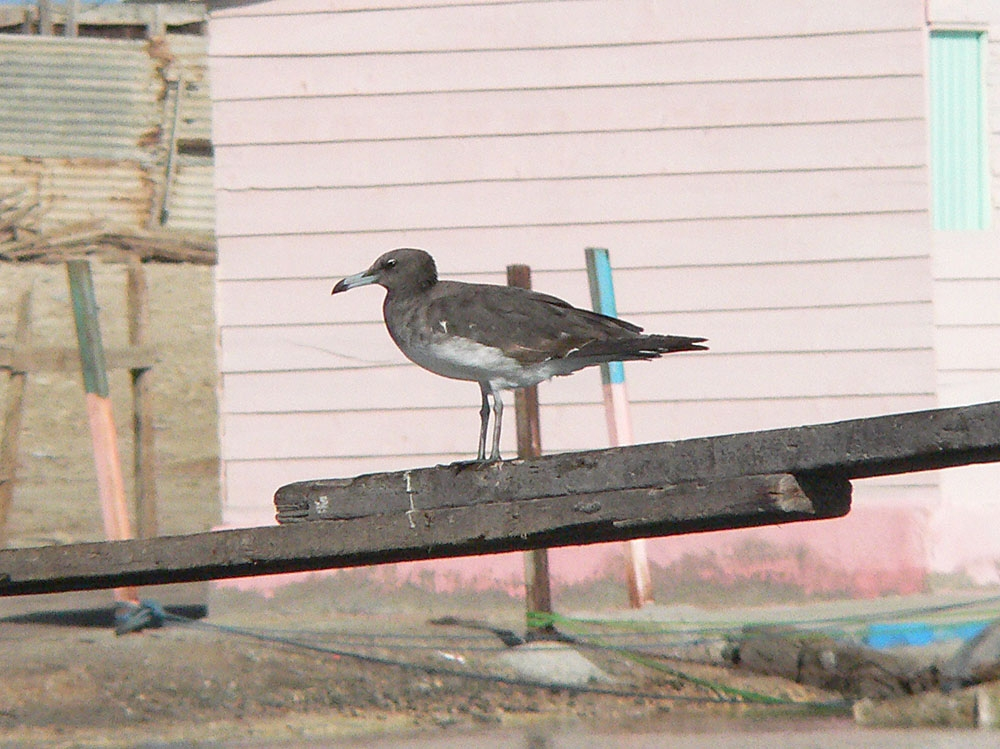
Hemprichmöwe im zweiten Winter

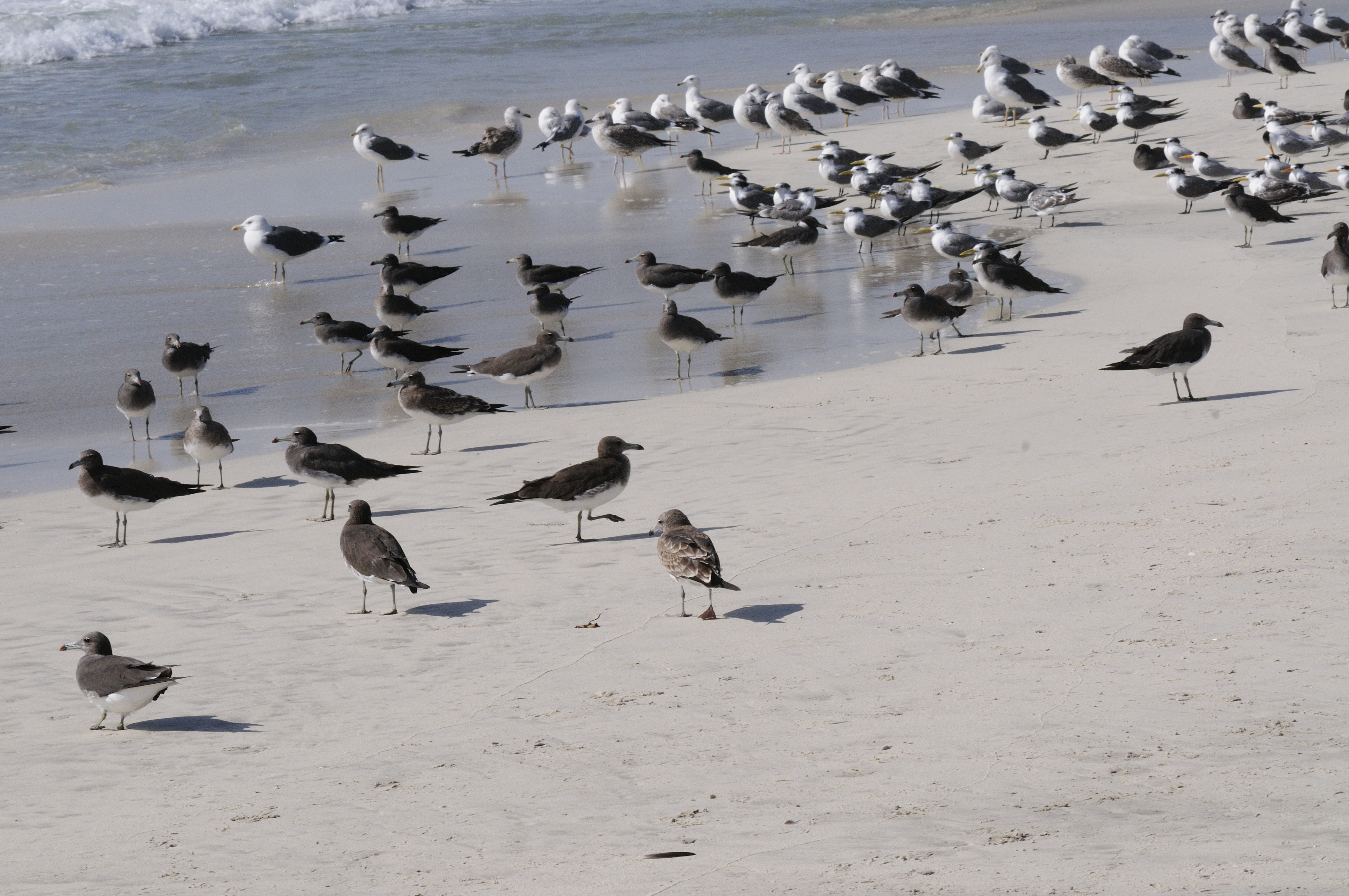
Hemprichmöwen (im Vordergrund), dahinter unter anderem Rüppellseeschwalben und Heringsmöwen an der Küste von Salala in Oman

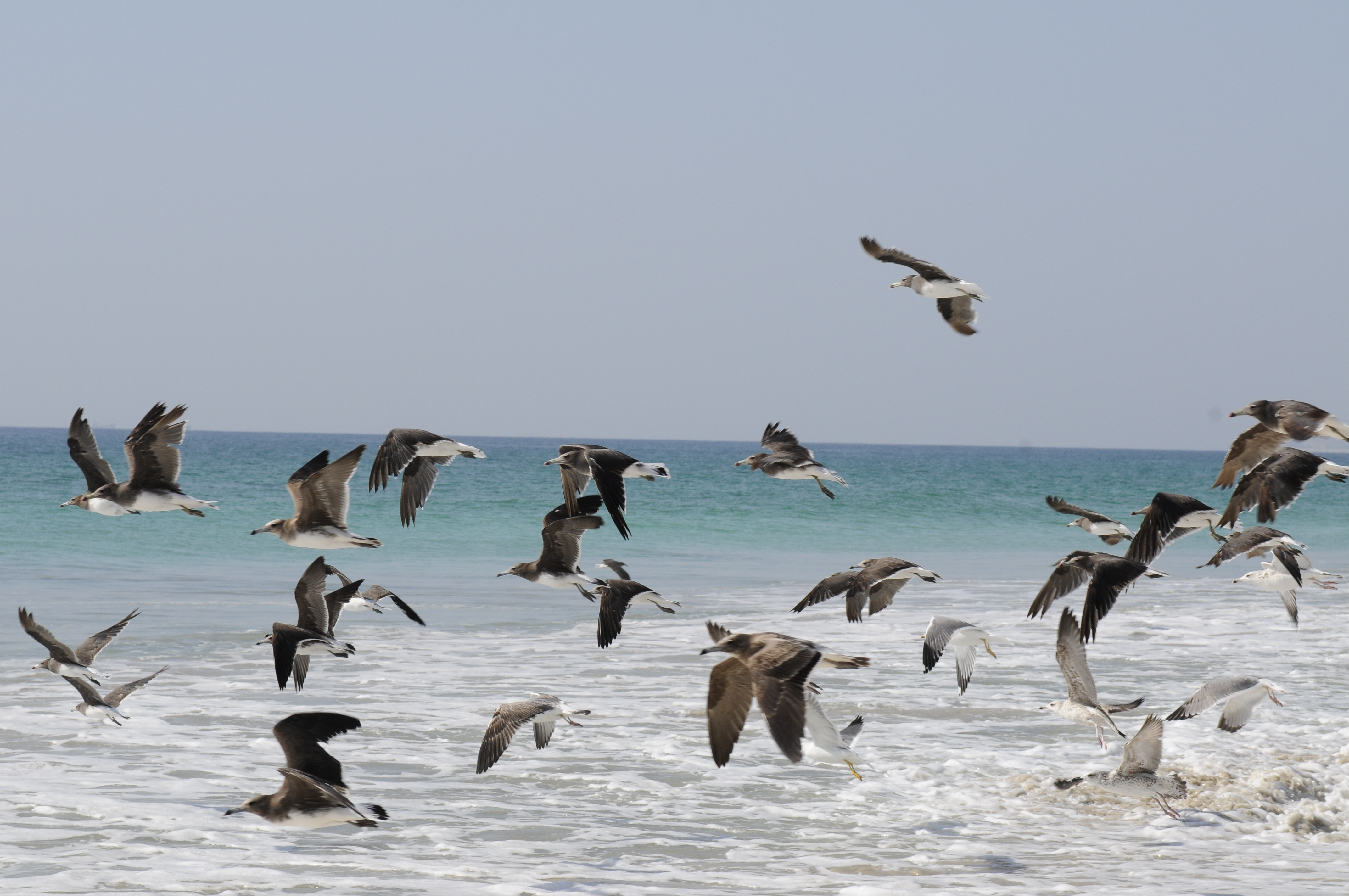
Fliegende Hemprichmöwen mit Großmöwen (Larus sp.)

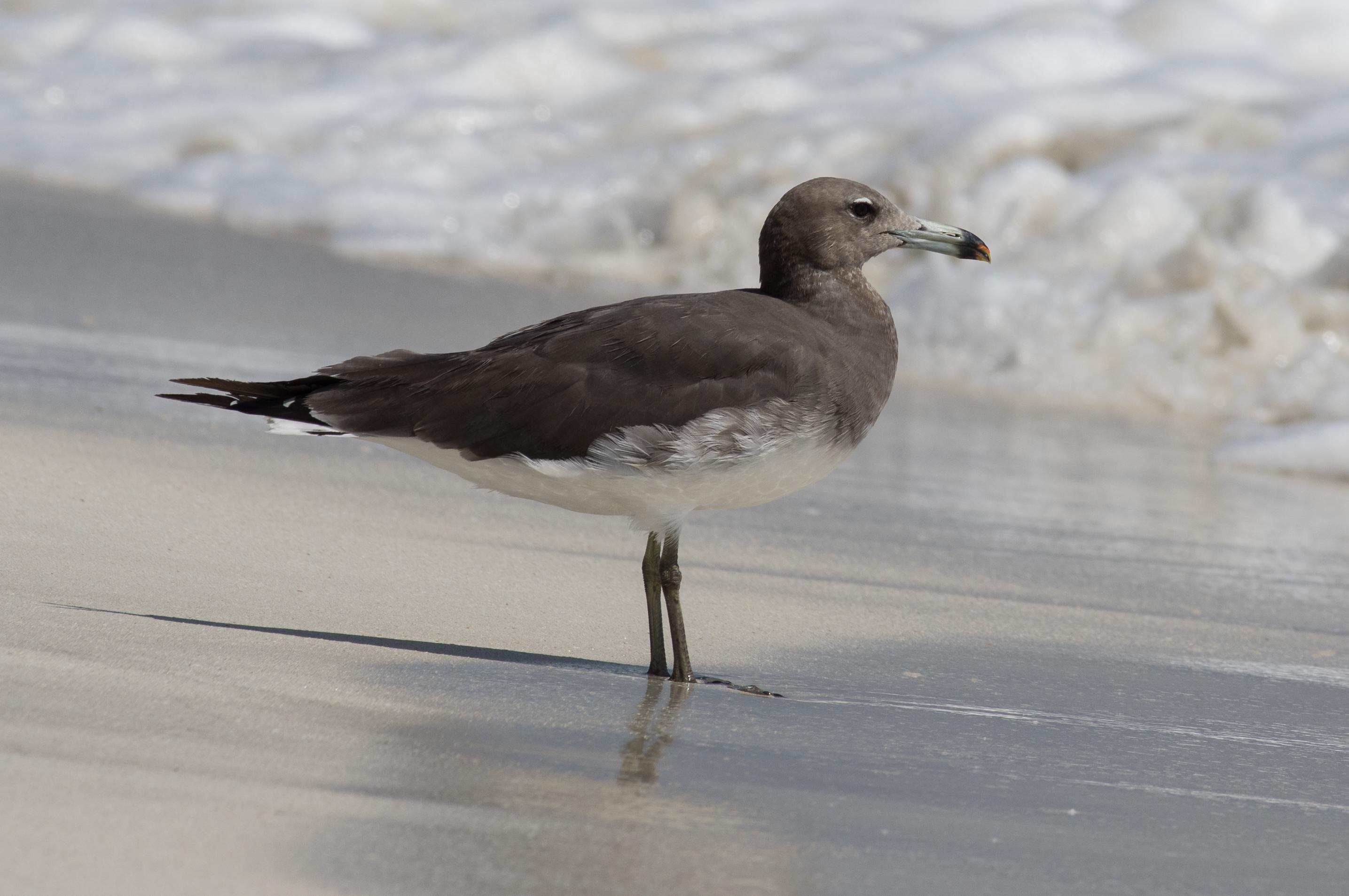
Hemprichmöwe (Oman)

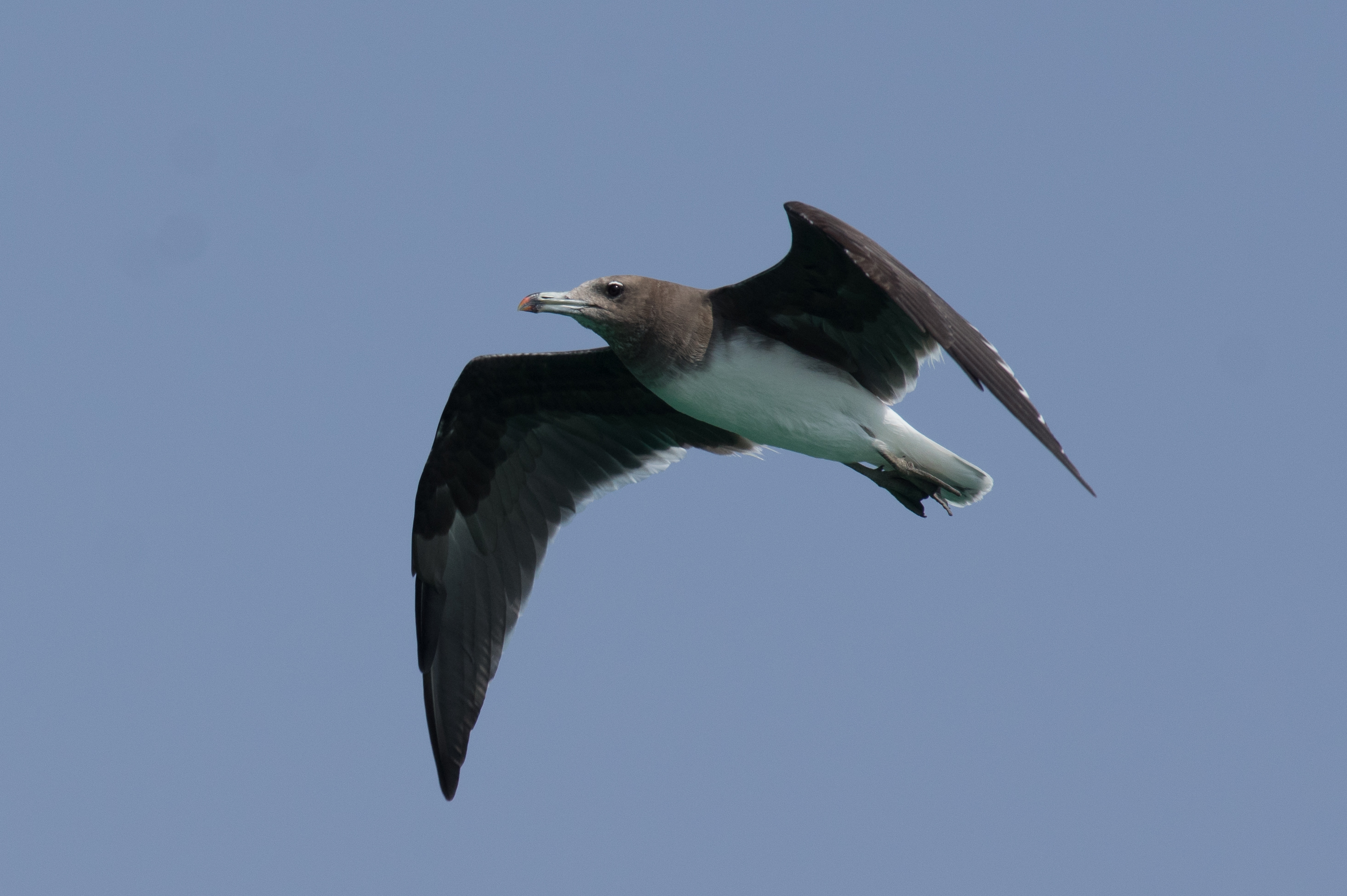
Hemprichmöwe im Flug (Oman)

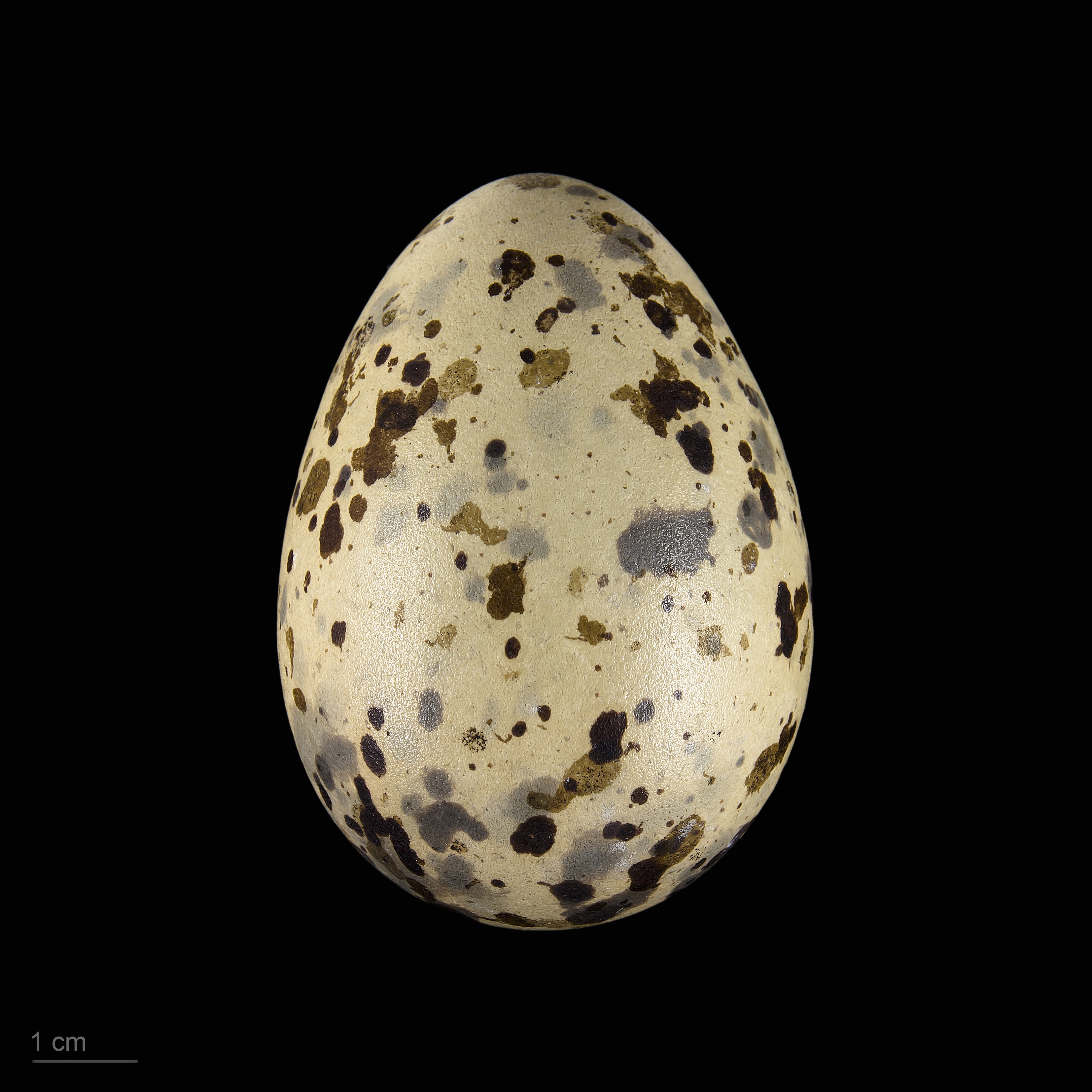
Ei der Hemprichmöwe

Die Hemprichmöwe (Ichthyaetus hemprichii, Syn.: Larus hemprichii, manchmal auch Larus hemprichi)   ist eine Art der Möwen. Diese mittelgroße, größtenteils rußbraune Möwe brütet an den Küsten des Roten Meeres, des Persischen Golfs und des Indischen Ozeans im Süden der Arabischen Halbinsel, im Osten des äquatorialen Afrikas und möglicherweise in Pakistan.
Das Artepitheton ehrt den deutschen Naturforscher Friedrich Wilhelm Hemprich.

## Beschreibung
Die Hemprichmöwe ist mit 42–45 cm Körperlänge und einer Flügelspannweite von 105–118 cm etwa so groß wie eine Sturmmöwe. Sie wirkt im Sitzen gedrungen und hat einen relativ großen Kopf mit flachem Scheitel und großem, beinahe überdimensioniert wirkendem Schnabel. Die Flügel sind lang und schlank, der Flug wirkt gelassen mit langsamen, elastischen Flügelschlägen wie bei einer Großmöwe. Aufgrund der Färbung erinnert die Art ein wenig an eine Raubmöwe. Die Flügellänge liegt bei adulten Tieren zwischen 320 und 362 mm, die Schnabellänge etwa zwischen 42 und 52 mm, das Gewicht zwischen 400 und 640 g. Weibchen sind etwas kleiner und leichter, unterscheiden sich aber sonst nicht von den Männchen. Der Unterschied zwischen Winter- und Sommerkleid ist nicht sehr ausgeprägt. Junge Hemprichmöwen sind im dritten Winter voll ausgefärbt. Es gibt keine Unterarten.

### Adulte Vögel
Bei adulten Hemprichmöwen im Prachtkleid ist der Kopf rußig dunkelbraun, die Lider sind weiß, das untere ist aber oft nur sehr schmal und kaum zu erkennen. Die Iris ist braun, das Auge von einem schmalen roten bis orangen Ring umgeben. Der Schnabel ist gelblich bis grünlichgelb, die Spitze ist rot und ein subterminales, etwa 20 mm breites Band schwarz. Der Rachen zeigt eine rotorange Färbung. Die dunkle Färbung des Kopfes reicht als Latz auf den vorderen Hals und ist durch ein weißes, hinten oft sehr schmales Nackenband vom graubraunen Rücken abgesetzt. Auch Brust und Flanken sind graubraun. Die übrige Unterseite ist weiß. Das Deckgefieder der Armflügel ist wie die Oberseite graubraun, das der Handflügel schwarz. Die schwarzen Schwingen tragen weiße Spitzen, so dass die hintere Flügelkante im Flug weiß erscheint. Beim zusammengelegten Flügel ist dieser Saum oft nur undeutlich zu erkennen. Die Flügelunterseite ist braun. Bürzel und Steuerfedern sind weiß. Die Färbung der Beine und Füße ist gelblich und spielt oft leicht ins Grünliche.
Im Winterkleid ist die Färbung des Kopfes heller und entspricht der der Oberseite. Kinn und Kehle sind teils von weißen Federn durchsetzt. Das Nackenband ist schmaler oder nicht vorhanden, hell gräulich und vom Rücken durch einen schwärzlichen Saum abgesetzt. Schnabel und Füße sind weniger farbintensiv.

### Jugendkleid
Im Jugendkleid sind Kopf und Oberseite blassbraun bis beige, die dunklen Augen stehen daraus deutlich hervor. Nacken- und Schultergefieder sind wie die Schirmfedern und die Oberflügeldecken weißlich gesäumt. Auf den Flügeln erscheinen die weißen Spitzen der mittleren und großen Armdecken als helle Bänder. Die Schwingen sind dunkel, zeigen aber schon die weißen Spitzen und somit den weißen Flügelhinterrand. Bürzel, Oberschwanzdecken und die Basen der Steuerfedern heben sich als breites, weißes Feld von der schwarzen, subterminalen Schwanzbinde ab. Schnabel und Beine einschließlich der Füße sind grau, letztere etwas heller. Die bei adulten Tieren zweifarbige Schnabelspitze ist komplett schwarz.

### Immature Vögel
Im ersten Winter nutzen sich die hellen Säume auf dem oberen Rücken und den Schultern ab, so dass diese einfarbig mattbraun wirken. Das erste Sommerkleid zeigt bereits Merkmale des zweiten Winterkleids, bei dem im Unterschied zum adulten Winterkleid eine schmale, schwarze Schwanzbinde vorhanden ist, die Schwingen dunkler und schmaler weiß bespitzt sind und das Gefieder des Kopfes sich kaum von der Oberseite absetzt. Letztere ist weniger ausgefärbt und oft von heller braunen Federn durchsetzt. Die Schnabelspitze ist nach wie vor schwarz, Schnabel und Beine insgesamt blasser. Im zweiten Sommer ist der Kopf bereits dunkler, das Nackenband grauer als bei adulten Tieren und der Schnabel grünlich gefärbt.

## Verbreitung, Bestand und Phänologie
Die Hemprichmöwe brütet an den Küsten des Roten Meeres, des Persischen Golfs und des Indischen Ozeans südwärts entlang der ostafrikanische Küste bis Kenia. Zudem kommt die Art auf Sokotra vor. In Asien reicht das Areal ostwärts bis an den Rand des Indischen Subkontinents in Pakistan. Die Brutvorkommen dort sind in jüngerer Zeit jedoch nicht bestätigt worden.
Der Weltbestand wird auf 50.000 bis 100.000 Brutpaare geschätzt, die Art wird von der IUCN als nicht gefährdet angesehen. In Arabien sind zwei Brutkolonien mit jeweils 5000 Paaren bekannt, im Persischen Golf gibt es etwa 100–120 und im Golf von Aden 50–100 Brutpaare. In Kenia sind etwa 50–100 Brutpaare ansässig. Die Brutzeit liegt zwischen April und Oktober.
Zwischen September und November reicht die Verbreitung im Indischen Ozean von Südarabien bis Mosambik, die Art ist dann oft auf dem offenen Meer und in Fischereihäfen zu finden. Bei der Population im Roten Meer scheint es sich um Standvögel zu handeln.

## Einzelbelege
1. ↑  Bo Beolens, Michael Watkins: Whose Bird? Men and Women Commemorated in the Common Names of Birds. Christopher Helm, London 2003, ISBN 0-7136-6647-1, S. 205.
2. ↑  Elke Brüser: Kleine Namenskunde: Hemprichmöwe. In: Flügelschlag und Leisetreter. 11. April 2023, abgerufen am 23. Juni 2023.